# Клируотър (планина)
Клируотър (на английски: Clearwater Mountains) е планински масив в Скалистите планини, разположен в северозападната част на САЩ, на територията на щата Айдахо. Дължината му от север на юг е 215 km, ширината до 160 km, а площта – 21 197 km². Разположен е северно от долината на река Салмон (десен приток на Снейк Ривър), в басейна на река Клируотър (също десен приток на Снейк). На запад постепенно се понижава към Колумбийското плато, а на изток се повишава към мощния хребет Битеррут. Средната му надморска височина е около 2000 m, а най-високата му точка е връх Стрийп (2744 m). Изграден е предимно от гранити. Масивът представлява съчетание от остри върхове, скалисти гребени и стръмни склонове. Има малки ледници. Склоновете му на височина до 1800 m са заети от смърчови и борови гори, а най-високите части – от алпийски пасища. Планината е обект на зимни спортове и туризъм.